# Гонсувка-Олексін
Гонсувка-Олексін (пол. Gąsówka-Oleksin) — село в Польщі, у гміні Лапи Білостоцького повіту Підляського воєводства.
Населення — 101 особа (2011).
У 1975-1998 роках село належало до Білостоцького воєводства.

## Демографія
Демографічна структура станом на 31 березня 2011 року:
|          | Загалом | Допрацездатний вік | Працездатний вік | Постпрацездатний вік |
| -------- | ------- | ------------------ | ---------------- | -------------------- |
| Чоловіки | 44      | 13                 | 25               | 6                    |
| Жінки    | 57      | 13                 | 29               | 15                   |
| Разом    | 101     | 26                 | 54               | 21                   |